# SA-8 (Apollo)
Ne doit pas être confondu avec le missile soviétique 9K33 Osa, désigné « SA-8 » par l'OTAN.
SA-8, pour « Saturn Apollo-8 », également désigné A-104,, (COSPAR ID : 1965-039A, SATCAT No. 1385), fut le neuvième vol du lanceur américain Saturn I et le cinquième vol de sa deuxième version, aussi désignée « Block II ». Il fut également le quatrième vol à lancer une maquette (aussi désignée « simulateur de masse », ou « boilerplate ») du module de commande Apollo en orbite terrestre basse.
Ce vol fut également le deuxième d'une série de trois vols — SA-9, SA-8 et SA-10 — à embarquer un exemplaire de la série de satellites à vocation scientifique Pegasus,, conçus pour étudier et évaluer le danger représenté par les micrométéoroïdes pour les engins spatiaux circulant en orbite basse.
Des problèmes et des retards lors de la fabrication du premier étage du lanceur (astronautique) perturbèrent l'ordre initial des lancements, et le vol SA-8 fut en fait lancé après le vol SA-9,. L'ordre de numérotation des lanceurs demeura toutefois respecté, le lanceur A-104 du vol SA-8 arrivant derrière le lanceur A-103 du vol SA-9,.

## Caractéristiques de la mission

### Objectifs
Les principaux objectifs de la mission étaient la collecte de données sur les micrométéoroïdes, ainsi que la démonstration du fonctionnement du mode de guidage itératif du lanceur et l'évaluation de la précision des divers systèmes embarqués. La mission étant globalement la même, la trajectoire de vol était similaire à celle de la mission précédente, SA-9. De même, le lanceur et la charge utile de la mission SA-8 étaient similaires à ceux du vol SA-9, à l'exception toutefois de l'installation d'un seul bloc de moteurs de contrôle d'attitude sur la boilerplate du module de service Apollo. Sur ce « quad » — appelé ainsi car sur le vaisseau Apollo, chaque bloc de RCS contenait quatre petits moteurs — était installée de l'instrumentation pour mesurer les températures subies pendant le vol. Cet ensemble différait également de celui de la mission SA-5 par le fait que deux des moteurs du quad étaient des prototypes, alors que sur les vols précédents, tous les moteurs étaient simulés.
Le lanceur consistait en un premier étage S-I, un deuxième étage S-IV et une case à instruments (Instruments Unit, IU). Il emportait une maquette du module de commande,,, surnommée « boilerplate » (en français : « tôle d'acier de haute qualité relativement épaisse utilisée dans la construction d'une chaudière »), jouant en fait le rôle de simulateur de masse. Désignée « BP-26 », — pour « Boilerplate-26 » —, elle avait une masse de 4 400 kg et reproduisait la forme et la taille du module de commande « réel » totalement équipé,. Larguée une fois arrivée en orbite, elle était surmontée d'une tour de sauvetage, qui devait elle être larguée plus tôt pendant l'ascension, juste après la séparation entre le premier et le deuxième étages. L'ensemble était fixé au sommet d'un module de service factice réalisé en aluminium, lui-même fixé au S-IV via un adaptateur. Le satellite, d'une masse de 1 451,5 kg et mesurant 5,28 × 2,13 × 2,41 m, était replié sur lui-même, enfermé à l'intérieur du module de service et fixé à l'adaptateur, ce dernier étant fixé au deuxième étage de la fusée. La maquette du module de commande servait ainsi également de carénage pour protéger le satellite. Une fois arrivé en orbite, l'ensemble formé par le deuxième étage — vidé de ses ergols —, la case à équipements, l'adaptateur, le module de service factice et le satellite, avait une masse de 10 500 kg. La configuration était telle que ces éléments restaient attachés une fois arrivés en orbite, le satellite se déployant depuis l'intérieur du module de service factice ; seule la maquette du module de commande devait se séparer du reste de la fusée et évoluer sur une orbite différente,. Le satellite Pegasus 2 avait les mêmes dimensions que le Pegasus I. Lorsque les panneaux de capteurs du satellite étaient déployés, l'envergure atteignait 29,3 m.

### Inversion de l'ordre des lancements
Initialement prévues pour faire partie du programme de qualification de la fusée Saturn I, les trois missions Pegasus furent en fait effectuées comme des missions opérationnelles, après que les dirigeants de la NASA décidèrent de déclarer le lanceur opérationnel, à la suite du succès du vol SA-7,,.
La séquence de lancement des missions initialement prévue fut inversée pour les vols SA-8 et SA-9, en raison de changements dans le processus de leur fabrication. En effet, tous les exemplaires du premier étage S-I des lanceurs des missions SA-1 à SA-7 avaient été fabriqués au Marshall Space Flight Center (MSFC) de la NASA, également concepteur de l'étage. Mais, à partir de l'année 1961, la NASA décida de délaisser l'idée de la fabrication « en interne » du matériel spatial pour se reposer sur des contractants industriels,. La Chrysler Corporation fut désignée comme contractant principal pour la fabrication du S-I au Centre d'assemblage de Michoud, en Louisiane, devant produire et assurer les essais de vingt exemplaires de l'étage pour les fusées Saturn. La compagnie Douglas, qui avait déjà reçu le contrat pour les deuxièmes étages S-IV l'année précédente, ne changeait rien et continuait de fabriquer et livrer des étages S-IV à Cap Canaveral. Comme la compagnie Chrysler commençait tout juste à accumuler de l'expérience, la fabrication et les tests du premier étage du vol SA-8 furent bien plus lents que ceux du dernier exemplaire du premier étage fabriqué au Centre Marshall,,. Finalement, le vol SA-8 décolla trois mois après le vol SA-9.

## Vol

### Préparation pré-vol
L'étage S-IV arriva à Cap Canaveral le 25 février 1965, l'étage S-I le 28 février et la case à équipements le 8 mars. Le satellite Pegasus 2, second de la série des satellites Pegasus, arriva le 21 avril 1965. Les préparations pré-vol durèrent 86 jours.
Lors des premiers lancements de la version Block II de la fusée Saturn I, les techniciens de la compagnie Douglas se chargeaient de la vérification de l'étage S-IV, alors que les techniciens de Chrysler travaillaient en parallèle avec les techniciens de Cap Canaveral sur l'étage S-I. Début 1965, la mission SA-8 marqua le décollage du premier étage S-I construit par Chrysler, le contractant assumant également la responsabilité de la vérification de l'étage. Cela marqua également la fin d'un chapitre, pour les techniciens des équipes de lancement : désormais, les techniciens civils de Cap Canaveral n'allaient plus opérer sur les installations de lancement, mais agiraient plutôt en tant que managers.

### Lancement
Le compte-à-rebours final du lancement fut mis en route le 24 mai dans l'après-midi, puis se déroula sans incident jusqu'au petit matin du 25 mai 1965 à 2 h 35 min 1 s EST (7 h 35 min 5 s UTC), lorsque la fusée décolla depuis le pas de tir LC-37B (en), à Cap Canaveral,,,,,, réalisant alors le premier décollage de nuit d'une fusée du programme Apollo. Il n'y eut qu'un seul arrêt technique du compte-à-rebours avant le lancement. D'une durée de 35 minutes, il fut utilisé pour s'assurer que l'horaire du décollage corresponde bien avec l'ouverture de la fenêtre de lancement.
Le lancement fut nominal et, approximativement 10 min 30 s après le décollage, le vaisseau spatial fut inséré sur une orbite de 505 × 747 km, avec une inclinaison à 31.78° et une période orbitale de 97,1 minutes. La tour de sauvetage fut larguée pendant l'ascension, tandis que la maquette du module de commande fut larguée vers une orbite différente de celle du lanceur, afin de ne pas perturber les mesures scientifiques du satellite Pegasus. La masse totale placée en orbite était de 15 473 kg, dont 1 397 kg pour le satellite seul. Une minute après le largage du module de commande, le satellite Pegasus 2 déploya ses ailes. Les officiels de la NASA calculèrent l'heure de lancement afin d'éviter des interférences dans les communications avec Pegasus I, lancé trois mois plus tôt, qui était toujours en orbite et utilisait la même fréquence que son successeur. Pegasus 2 fut inséré en orbite à un angle de 120° — soit un tiers d'orbite — par rapport à son prédécesseur.

## Analyse post-lancement
La trajectoire du vol fut proche de celle prévue. La capsule Apollo — servant de carénage pour le satellite — se sépara du reste de la fusée environ 806 s après le lancement, puis le déploiement des longs panneaux de détecteurs du satellite débuta une minute plus tard. La durée de vie prévue du satellite en orbite devait être de 1 220 jours. Il fut retiré du service le 29 août 1968. Bien que plusieurs petits dysfonctionnements se produisirent dans le système de propulsion du premier étage, la mission SA-8 fut quand-même déclarée réussie, car tous les objectifs fixés avaient été atteints.
Comme lors du vol précédent, Pegasus 2 n'enregistra pas beaucoup d'impacts de micrométéoroïdes, ce qui permit aux scientifiques de se rendre compte que les micrométéoroïdes ne représentaient pas forcément un grand danger pour les futurs vaisseaux Apollo. Le vaisseau resta en orbite jusqu'au 8 juillet 1989, avant de retomber dans l'atmosphère et s'écraser dans l'océan.